# 数字制造装备与技术国家重点实验室
数字制造装备与技术国家重点实验室是位于中国湖北省武汉市的一个国家重点实验室，隶属于华中科技大学。于2006年7月经批准成立。实验室主要研究方向包括：数字制造基础理论、加工工艺方法、数字制造装备关键技术、数字制造系统等。